# Мајк Смит
Мајк Смит (енгл. Mike Smith; Кингстон, 22. март 1982) професионални је канадски хокејаш на леду који игра на позицији голмана.
На улазном НХЛ драфту одржаном у лето 2001. као 161. пика у петој рунди одабрала га је екипа Далас старса. Пре него што је заиграо у НХЛ лиги 4 сезоне је играо у Америчкој хокејашкој лиги у којој је дебитовао 26. октобра 2002. у дресу Јута гризлија. Прву НХЛ утакмицу у дресу Старса одиграо је 21. октобра 2006. када је забелешио шут-аут учинак против тима Којотса. У сезони 2007/08. прелази у редове Лајтнингса из Тампе на Флориди, где остаје наредне 4 сезоне. Од сезоне 2011/12. игра за екипу Аризона којотса.
У утакмици против екипе Ред вингса играној у Финиксу у сезони 2013/14. успео је да постигне погодак и тако постане тек 7. голман у историји НХЛ лиге који је успео да постигне гол.
Био је део олимпијске репрезентације Канаде која је на Зимским олимпијским играма 2014. у Сочију освојила златну медаљу.